# Record du monde de natation dames du 1500 mètres nage libre
Progression du record du monde de natation sportive dames pour l'épreuve du 1500 mètres nage libre en bassin de 50 et 25 mètres et du 1650 yards qui correspond à 1508,76 mètres.
(Progression avec splits)

## Bassin de 50 mètres
| Temps             | Athlète             | Naissance | Âge | Nationalité | Compétition                 | Lieu            | Date              |
| ----------------- | ------------------- | --------- | --- | ----------- | --------------------------- | --------------- | ----------------- |
| 25 min 06 s 6     | Helen Wainwright    |           |     | États-Unis  |                             | Manhattan Beach | 19 août 1922      |
| 24 min 07 s 6     | Ethel McGary        |           |     | États-Unis  |                             | Coral Gables    | 31 décembre 1925  |
| 24 min 00 s 2     | Edith Mayne         |           |     | Royaume-Uni |                             | Exmouth         | 15 septembre 1926 |
| 23 min 44 s 6     | Martha Norelius     | 1909      | 18  | États-Unis  |                             | Massapequa      | 28 juillet 1927   |
| 23 min 17 s 2     | Helene Madison      | 1913      | 18  | États-Unis  |                             | New York        | 15 juillet 1931   |
| 22 min 36 s 7     | Grethe Fredericksen |           |     | Danemark    |                             | Copenhague      | 26 juin 1936      |
| 21 min 45 s 7     | Ragnhild Hveger     |           |     | Danemark    |                             | Helsingor       | 3 juillet 1938    |
| 21 min 10 s 1     | Ragnhild Hveger     |           |     | Danemark    |                             | Helsingor       | 11 août 1940      |
| 20 min 57 s 0     | Ragnhild Hveger     |           |     | Danemark    |                             | Copenhague      | 20 août 1941      |
| 20 min 46 s 5     | Lenie de Nijs       |           |     | Pays-Bas    |                             | Utrecht         | 23 juillet 1955   |
| 20 min 22 s 8     | Jans Koster         |           |     | Pays-Bas    |                             | Utrecht         | 21 août 1956      |
| 20 min 03 s 1     | Jans Koster         |           |     | Pays-Bas    |                             | Hilversum       | 27 juillet 1957   |
| 19 min 25 s 7 (y) | Ilsa Konrads        | 1944      | 15  | Australie   |                             | Sydney          | 14 janvier 1959   |
| 19 min 23 s 6     | Jane Vederquist     | 1945      | 15  | Suède       |                             | Uppsala         | 8 septembre 1960  |
| 19 min 02 s 8     | Margareta Rylander  |           |     | Suède       |                             | Uppsala         | 27 juin 1961      |
| 18 min 44 s 0     | Carolyn House       |           |     | États-Unis  |                             | Chicago         | 16 août 1962      |
| 18 min 30 s 5     | Patty Caretto       |           |     | États-Unis  |                             | Los Altos       | 30 juillet 1964   |
| 18 min 23 s 7     | Patty Caretto       |           |     | États-Unis  |                             | Los Altos       | 12 août 1965      |
| 18 min 12 s 9     | Patty Caretto       |           |     | États-Unis  |                             | Lincoln         | 21 août 1966      |
| 18 min 11 s 1     | Debbie Meyer        | 1952      | 15  | États-Unis  |                             | Santa Clara     | 9 juillet 1967    |
| 17 min 50 s 2     | Debbie Meyer        | 1952      | 15  | États-Unis  |                             | Philadelphie    | 20 août 1967      |
| 17 min 31 s 2     | Debbie Meyer        | 1952      | 16  | États-Unis  |                             | Los Angeles     | 21 juillet 1968   |
| 17 min 19 s 9     | Debbie Meyer        | 1952      | 17  | États-Unis  |                             | Louisville      | 17 août 1969      |
| 17 min 19 s 2     | Catherine Calhoun   |           |     | États-Unis  |                             | Houston         | 28 août 1971      |
| 17 min 00 s 6     | Shane Gould         | 1956      | 15  | Australie   |                             | Sydney          | 12 décembre 1971  |
| 16 min 56 s 90    | Shane Gould         | 1956      | 17  | Australie   |                             | Adélaïde        | 11 février 1973   |
| 16 min 54 s 14    | Jo Ann Harsbarger   |           |     | États-Unis  |                             | Louisville      | 25 août 1973      |
| 16 min 49 s 90    | Jennifer Turrall    |           |     | Australie   |                             | Sydney          | 9 décembre 1973   |
| 16 min 48 s 2     | Jennifer Turrall    |           |     | Australie   |                             | Sydney          | 9 janvier 1974    |
| 16 min 43 s 4     | Jennifer Turrall    |           |     | Australie   |                             | Sydney          | 13 juillet 1974   |
| 16 min 39 s 28    | Jennifer Turrall    |           |     | Australie   |                             | Los Angeles     | 3 août 1974       |
| 16 min 33 s 94    | Jennifer Turrall    |           |     | Australie   | Championnats USA            | Concord         | 25 août 1974      |
| 16 min 24 s 60    | Alice Brown         |           |     | États-Unis  | AAU National                | Mission Viejo   | 21 août 1977      |
| 16 min 14 s 93    | Tracey Wickham      | 1962      | 16  | Australie   |                             | Brisbane        | 8 février 1978    |
| 16 min 06 s 63    | Tracey Wickham      | 1962      | 17  | Australie   | Championnats d'Australie    | Perth           | 25 février 1979   |
| 16 min 04 s 49    | Kim Linehan         | 1962      | 17  | États-Unis  | AAU National                | Fort Lauderdale | 19 août 1979      |
| 16 min 00 s 73    | Janet Evans         | 1971      | 16  | États-Unis  | Championnats des États-Unis | Clovis          | 31 juillet 1987   |
| 15 min 52 s 10    | Janet Evans         | 1971      | 17  | États-Unis  | Championnats des États-Unis | Orlando         | 26 mars 1988      |
| 15 min 42 s 54    | Kate Ziegler        | 1988      | 19  | États-Unis  | TYR Meet of Champions       | Mission Viejo   | 17 juin 2007      |
| 15 min 36 s 53    | Katie Ledecky       | 1997      | 16  | États-Unis  | Championnats du monde (f)   | Barcelone       | 30 juillet 2013   |
| 15 min 34 s 23    | Katie Ledecky       | 1997      | 17  | États-Unis  |                             | Conroe          | 19 juin 2014      |
| 15 min 28 s 36    | Katie Ledecky       | 1997      | 17  | États-Unis  | Championnats pan-pacifiques | Gold Coast      | 24 août 2014      |
| 15 min 27 s 71    | Katie Ledecky       | 1997      | 18  | États-Unis  | Championnats du monde       | Kazan           | 3 août 2015       |
| 15 min 25 s 48    | Katie Ledecky       | 1997      | 18  | États-Unis  | Championnats du monde       | Kazan           | 3 août 2015       |
| 15 min 20 s 48    | Katie Ledecky       | 1997      | 21  | États-Unis  | TYR Pro Swim Series         | Indianapolis    | 16 mai 2018       |

## Bassin de 25 mètres
| Temps          | Athlète                | Naissance | Âge | Nationalité        | Compétition                        | Lieu             | Date             |
| -------------- | ---------------------- | --------- | --- | ------------------ | ---------------------------------- | ---------------- | ---------------- |
| 15 min 43 s 31 | Petra Schneider        | 1963      | 19  | Allemagne de l'Est |                                    | Gainesville      | 10 janvier 1982  |
| 15 min 42 s 39 | Laure Manaudou         | 1986      | 18  | France             | Journée demi-fond                  | La Roche-sur-Yon | 20 novembre 2004 |
| 15 min 32 s 90 | Kate Ziegler           | 1988      | 19  | États-Unis         | Alex Athletics Jubilaums Challenge | Essen            | 12 octobre 2007  |
| 15 min 28 s 65 | Lotte Friis            | 1988      | 21  | Danemark           |                                    | Birkerod         | 29 novembre 2009 |
| 15 min 26 s 95 | Mireia Belmonte García | 1990      | 23  | Espagne            | Championnats d'Espagne             | Castellón        | 29 novembre 2013 |
| 15 min 22 s 68 | Lauren Boyle           | 1987      | 26  | Nouvelle-Zélande   |                                    | Wellington       | 9 août 2014      |
| 15 min 19 s 71 | Mireia Belmonte García | 1990      | 24  | Espagne            | Championnats d'Espagne             | Sabadell         | 12 décembre 2014 |
| 15 min 18 s 01 | Sarah Wellbrock        | 1994      | 25  | Allemagne          | Championnats d'Allemagne           | Allemagne        | 16 novembre 2019 |
| 15 min 8 s 24  | Katie Ledecky          | 1997      | 25  | États-Unis         | Coupe du monde (f)                 | Toronto          | 29 octobre 2022  |

## 1 650 yards nage libre
| Temps          | Athlète       | Naissance | Âge | Nationalité                         | Compétition                        | Lieu       | Date            |
| -------------- | ------------- | --------- | --- | ----------------------------------- | ---------------------------------- | ---------- | --------------- |
| 15 min 39 s 14 | Janet Evans   | 1971      | 19  | États-Unis Stanford                 | Championnats NCAA                  | Austin     | 17 mars 1990    |
| 15 min 29 s 15 | Kate Ziegler  | 1988      | 19  | États-Unis                          | Tom Dolan Invitation               | Fairfax    | 6 décembre 2007 |
| 15 min 24 s 35 | Katie Hoff    | 1989      | 19  | États-Unis North Baltimore Aquatics | Championnats de l'État du Maryland | Annapolis  | 2 mars 2008     |
| 15 min 15 s 17 | Katie Ledecky | 1997      | 17  | États-Unis Nation Capitol Swim Club | Championnats des USA hiver         | Knoxville  | 7 décembre 2013 |
| 15 min 13 s 30 | Katie Ledecky | 1997      | 17  | États-Unis Nation Capitol Swim Club | Championnats des USA hiver         | Greensboro | 6 décembre 2014 |